# Примірне
Примі́рне — село в Україні, у Водянській сільській громаді Василівського району Запорізької області. Населення становить 224 особи.

## Населення

### Мова
Розподіл населення за рідною мовою за даними :
| Мова       | Кількість | Відсоток |
| ---------- | --------- | -------- |
| українська | 199       | 88.84 %  |
| російська  | 25        | 11.16 %  |
| Усього     | 225       | 100 %    |

## Географія
Село Примірне знаходиться за 2 км від Каховського водосховища (Дніпро), на відстані 0,5 км від села Новоукраїнка та за 2 км від міста Енергодар.

## Історія
1922 — дата заснування.